# Kazimir Paić
Kazimir Paić (Sv. Ivan od Šterne kraj Poreča, 1911. – Ajdovščina, 28. travnja 1945.), bio je istarski svećenik. Surađivao je s partizanima, koji su ga na samom kraju rata ubili, jer nije bio sklon komunizmu.
Kao župnik u rodnoj župi Sveti Ivan od Šterne, nakon kapitulacije Italije 1943. god. aktivno se uključio u Narodnooslobodilački pokret. Tijekom ustanka u Istri u rujnu 1943. godine je predvodio ustanike koji su razoružali karabinjere u općinskom sjedištu Višnjanu, a potom je sudjelovao u pregovorima o predaji talijanskog garnizona u Poreču.
Nijemci su ga zbog toga uhitili, ali je na intervenciju porečkog biskupa Radossija umjesto deportacije u Njemačku mogao otići u franjevački samostan kod Padove. Krajem svibnja 1944. god. napustio je taj samostan i otišao u Trst gdje se javio za domobranskog vojnog kapelana. Pri povlačenju njegove jedinice krajem travnja 1945. prema Austriji, i Paić je krenuo s njom. Kod Šempetra nedaleko Gorice slovenski partizani su iznenadili bjegunce na spavanju, razoružali ih i strijeljali 29. travnja 1945. godine.
Pokopan je na groblju u župi Sveti Križ kod Gorice.